# 巴丁 (北卡羅萊納州)
巴丁（英語：Badin）是一個位於美國北卡羅萊納州斯坦利縣的城鎮。

## 人口
根據2020年美國人口普查的數據，巴丁的面積為4.70平方千米，皆為陸地。當地共有人口2024人，而人口密度為每平方千米431人。